# موزاییک کمپانی

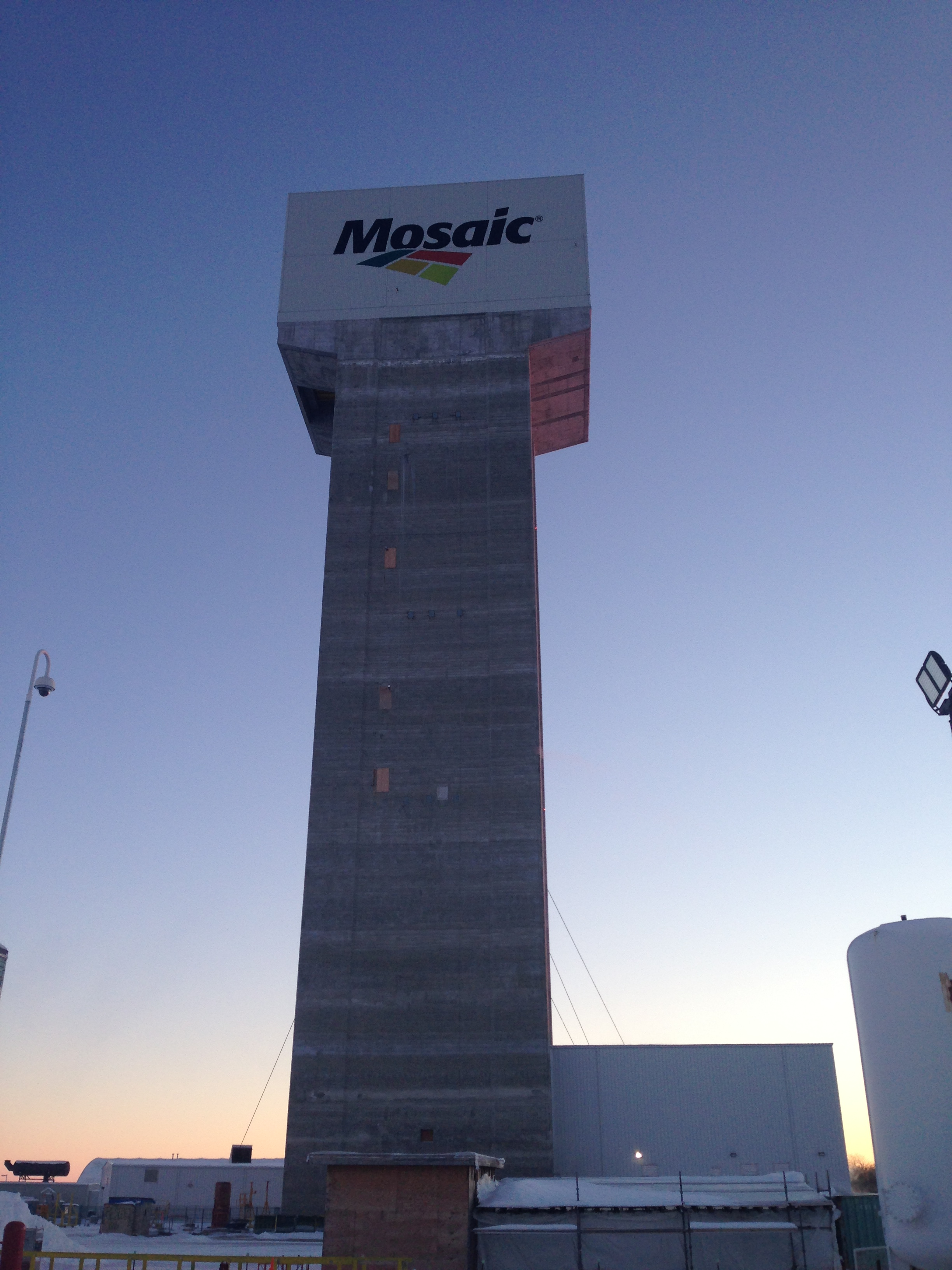
کارخانه تولید فسفات موزاییک، در شهر اترهازی، ساسکاچوان در کشور کانادا

موزاییک کمپانی (انگلیسی: Mosaic Company) شرکت کشاورزی و صنایع شیمیایی آمریکایی است، که در زمینه تولید و توزیع طیف وسیعی از مواد شیمیایی، فسفات‌ها، پتاس و کودهای نیتروژنی فعالیت می‌کند و به‌عنوان دومین تولید کننده کود شیمیایی در جهان شناخته می‌شود. 
شرکت موزاییک در سال ۲۰۰۴ از ادغام بخش منابع معدنی شرکت کارگیل با شرکت آی‌ام‌سی گلوبال تأسیس شد و در حال حاضر با در اختیار داشتن ۴ معدن فسفات و ۴ معدن پتاس، به‌عنوان بزرگترین تولید کننده کودهای شیمیایی در ایالات متحده آمریکا شناخته می‌شود.
دفتر مرکزی این شرکت در شهر پلیموث، مینه‌سوتا، ایالات متحده آمریکا قرار دارد و بخشی از سهام آن در بازار بورس نیویورک معامله می‌شود.